# Pedro Mendes (calciatore 1979)
Pedro Miguel da Silva Mendes (Guimarães, 26 febbraio 1979) è un ex calciatore portoghese, di ruolo centrocampista.

## Carriera

### Club

#### Gli inizi: Vitória Guimarães e Porto
Cresciuto nelle giovanili della squadra della sua città, il Vitória Guimarães, nel 1998 viene mandato in prestito per un anno al Felgueiras, compagine di seconda divisione portoghese. Tornato al Vitória, esordisce in Primeira Liga e diventa presto un titolare inamovibile, oltre che uno dei simboli della squadra.
Nell'estate 2003, dopo quattro buone stagioni al Vitória, Mendes si trasferisce al Porto di Mourinho, con cui in una sola annata si aggiudica la Supercoppa portoghese, la Primeira Liga, ma soprattutto la Champions League 2003-2004 in finale a Gelsenkirchen contro il Monaco in cui gioca tutti i 90 minuti da titolare.

#### Tottenham
L'8 luglio 2004 il Porto lo cede al Tottenham Hotspur per 3 milioni di euro, in cambio di Hélder Postiga, per cui gli inglesi incassano 7 milioni e mezzo. Il 14 agosto debutta nel match casalingo di Premier contro il Liverpool, mentre il 1º gennaio 2005 segna la sua prima rete in maglia Spurs nel corso dell'incontro vinto 5-2 contro l'Everton. Tre giorni dopo, durante la partita contro il Manchester United pareggiata 0-0, è protagonista di un controverso episodio di gol fantasma: un tiro innocuo da 50 metri del portoghese viene incredibilmente mancato dal portiere dei Red Devils Roy Carroll, che spedisce il pallone in porta prima di allontanarlo velocemente. Nonostante la sfera avesse oltrepassato chiaramente la linea, l'arbitro Mark Clattenburg non decreta il gol. Nella stagione successiva, il giocatore farà soltanto qualche presenza sporadica, collezionando solamente sei apparizioni nella prima metà dell'annata.

#### Portsmouth

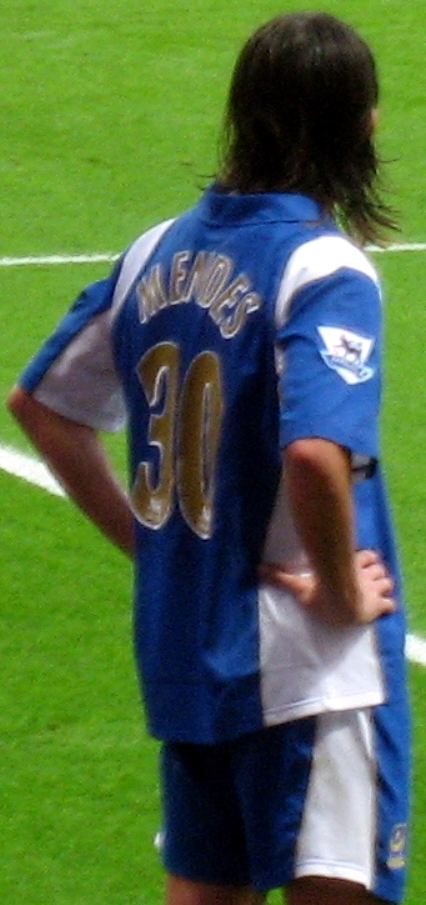
Mendes con la maglia del Portsmouth

Il 12 gennaio 2006 si trasferisce al Portsmouth per £7,5 milioni, in una trattativa che coinvolge anche Sean Davis e Noé Pamarot. Esordisce due giorni dopo con la nuova squadra contro l'Everton. L'11 marzo segna una doppietta (con entrambi i gol da fuori area) nell'incontro vinto 2-1 contro il Manchester City. Il 23 agosto 2006, sempre contro il City, un duro intervento di Ben Thatcher lo fa sbattere contro i tabelloni pubblicitari dello stadio. In stato semi-cosciente, tanto da richiedere ossigeno in campo, Mendes subisce una crisi epilettica durante il trasferimento in ospedale, da cui viene rilasciato il giorno dopo sempre sotto supervisione medica. Il portoghese, nonostante abbia ricominciato a calcare i campi due settimane più tardi, ha dichiarato di essere rimasto talmente scioccato dall'incidente da aver pensato al ritiro. Thatcher ha ricevuto in quel frangente solo un'ammonizione, prima però di venire sanzionato dallo stesso Manchester City e sospeso dalla Federazione calcistica inglese per otto giornate. Ritrovatisi di nuovo in campo nel gennaio 2007, i due giocatori si sono stretti ugualmente la mano, nonostante Mendes avesse precedentemente dichiarato che non lo avrebbe fatto.
Nel 2007-2008, a fine stagione, conquista il suo primo titolo da quando è in Inghilterra, la FA Cup 2007-2008 vinta il 17 maggio in finale contro il Cardiff City. Tre mesi più tardi perde la Supercoppa inglese ai rigori contro i campioni di Premier del Manchester United. Sarà l'ultima partita del portoghese col Pompey.

#### Rangers

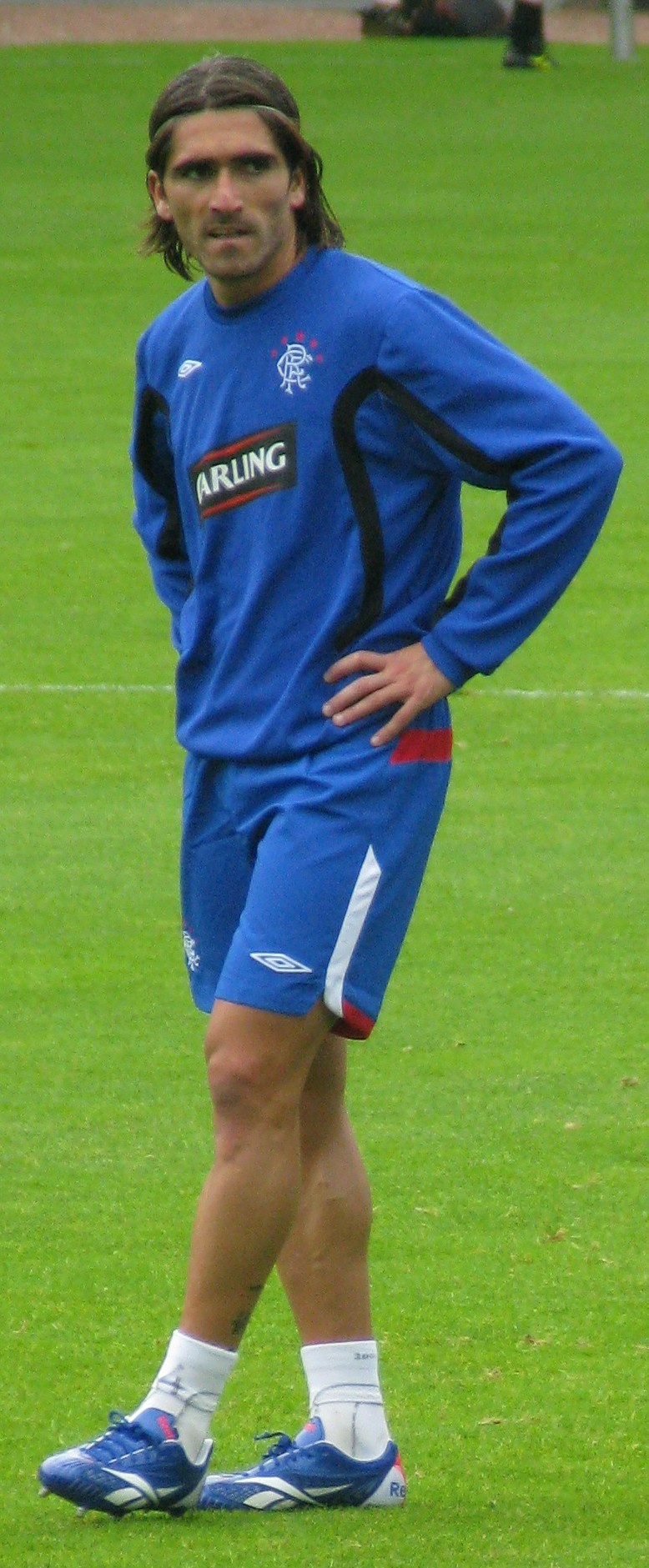
Mendes ai tempi dei Rangers

Il 15 agosto 2008 il calciatore passa ai Rangers Glasgow per 3 milioni di sterline, sottoscrivendo un contratto triennale. Il giorno seguente gioca la sua prima partita nella vittoria per 2-0 contro l'Hearts. Il 31 agosto segna la sua prima rete in Scozia nel corso dell'Old Firm al Celtic Park contro gli acerrimi rivali del Celtic. Il derby di Glasgow venne infine vinto dai Gers 2-4. Le sue prestazioni gli fanno ottenere il riconoscimento di miglior giocatore del mese di agosto del Campionato scozzese. La sua seconda marcatura contro il Dundee United nel maggio 2009 permette ai Rangers di conquistare il titolo di Scottish Premier League 2008-2009, mentre è impossibilitato per infortunio a partecipare alla finale di Coppa di Scozia vinta 1-0 contro il Falkirk. A fine stagione viene premiato miglior giocatore dell'annata 2008-2009 dalla BBC Sportsound per aver accumulato il numero maggiore di "Man of the match".
Nella prima metà della stagione successiva colleziona solo otto presenze, prima di infortunarsi nel novembre 2009 nel corso di un match di Champions League contro i romeni dell'Unirea Urziceni, nella partita che risulterà essere la sua ultima apparizione con la maglia dei Rangers.

#### Sporting Lisbona e ritorno al Vitória Guimarães
Il 30 gennaio 2010 torna in patria nelle file dello Sporting Lisbona, che lo acquista per 1,28 milioni di euro. Il centrocampista, fortemente voluto dal tecnico Carlos Carvalhal, andrà a segno con i Leões solo in Europa League: prima contro l'Everton e in seguito ai sedicesimi di finale contro i Rangers, sua ex squadra. Nella stagione successiva, sotto la guida del nuovo allenatore Paulo Bento, ha meno spazio e giocherà soltanto in 16 occasioni.
Il 15 luglio 2011 lo Sporting annuncia il suo passaggio a parametro zero al Vitória Guimarães, squadra in cui è cresciuto e che lo ha lanciato tra i professionisti. Il suo ritorno a casa coincide con la finale di Supercoppa portoghese 2011 persa 1-2 contro il Porto. Da agosto a gennaio 2012 sarà presente in tutti gli impegni di Primeira Liga, Taça de Portugal, Taça da Liga ed Europa League del Vitória, prima di subire un grave infortunio a fine gennaio che lo costringe a saltare l'ultima metà di stagione. Ad aprile torna in campo per disputare gli ultimi incontri della stagione. A fine Primeira Liga 2011-2012 decide di ritirarsi dal calcio giocato all'età di 33 anni.

### Nazionale
Nell'estate 2002 viene convocato con il Portogallo under-21 per i campionati europei in Svizzera. Il 20 novembre 2002 fa il suo debutto a Braga con la nazionale maggiore durante un'amichevole vinta 2-0 contro la Scozia, sostituendo Rui Costa al minuto 57. Il 12 febbraio 2003 il centrocampista colleziona un'altra presenza sempre in un'amichevole, questa volta persa 0-1 a Genova contro l'Italia.
Successivamente viene richiamato sei anni più tardi dal C.T. Carlos Queiroz, il 10 ottobre 2009, per una partita di qualificazione ai Mondiali 2010 vinta 3-0 contro l'Ungheria. Mendes farà in seguito parte della selezione portoghese agli stessi mondiali in Sudafrica, giocando tutti e tre i match del girone e subentrando a partita in corso nell'ottavo di finale a Città del Capo perso 0-1 contro i futuri campioni della Spagna. Quest'ultimo incontro contro i cugini iberici sarà anche l'ultima presenza di Mendes con la nazionale lusitana.

## Statistiche

### Cronologia presenze e reti in nazionale
| Cronologia completa delle presenze e delle reti in nazionale ― Portogallo | Cronologia completa delle presenze e delle reti in nazionale ― Portogallo | Cronologia completa delle presenze e delle reti in nazionale ― Portogallo | Cronologia completa delle presenze e delle reti in nazionale ― Portogallo | Cronologia completa delle presenze e delle reti in nazionale ― Portogallo | Cronologia completa delle presenze e delle reti in nazionale ― Portogallo | Cronologia completa delle presenze e delle reti in nazionale ― Portogallo | Cronologia completa delle presenze e delle reti in nazionale ― Portogallo |
| Data                                                                      | Città                                                                     | In casa                                                                   | Risultato                                                                 | Ospiti                                                                    | Competizione                                                              | Reti                                                                      | Note                                                                      |
| ------------------------------------------------------------------------- | ------------------------------------------------------------------------- | ------------------------------------------------------------------------- | ------------------------------------------------------------------------- | ------------------------------------------------------------------------- | ------------------------------------------------------------------------- | ------------------------------------------------------------------------- | ------------------------------------------------------------------------- |
| 20-11-2002                                                                | Braga                                                                     | Portogallo                                                                | 2 – 0                                                                     | Scozia                                                                    | Amichevole                                                                | -                                                                         | 58’                                                                       |
| 12-2-2003                                                                 | Genova                                                                    | Italia                                                                    | 1 – 0                                                                     | Portogallo                                                                | Amichevole                                                                | -                                                                         | 62’                                                                       |
| 10-10-2009                                                                | Lisbona                                                                   | Portogallo                                                                | 3 – 0                                                                     | Ungheria                                                                  | Qual. Mondiali 2010                                                       | -                                                                         |                                                                           |
| 14-10-2009                                                                | Guimarães                                                                 | Portogallo                                                                | 4 – 0                                                                     | Malta                                                                     | Qual. Mondiali 2010                                                       | -                                                                         |                                                                           |
| 3-3-2010                                                                  | Coimbra                                                                   | Portogallo                                                                | 2 – 0                                                                     | Cina                                                                      | Amichevole                                                                | -                                                                         | 46’                                                                       |
| 24-5-2010                                                                 | Covilhã                                                                   | Portogallo                                                                | 0 – 0                                                                     | Capo Verde                                                                | Amichevole                                                                | -                                                                         | 57’                                                                       |
| 1-6-2010                                                                  | Covilhã                                                                   | Portogallo                                                                | 3 – 1                                                                     | Camerun                                                                   | Amichevole                                                                | -                                                                         | 73’                                                                       |
| 8-6-2010                                                                  | Johannesburg                                                              | Mozambico                                                                 | 0 – 3                                                                     | Portogallo                                                                | Amichevole                                                                | -                                                                         | 77’                                                                       |
| 15-6-2010                                                                 | Port Elizabeth                                                            | Costa d'Avorio                                                            | 0 – 0                                                                     | Portogallo                                                                | Mondiali 2010 - 1º turno                                                  | -                                                                         |                                                                           |
| 21-6-2010                                                                 | Città del Capo                                                            | Portogallo                                                                | 7 – 0                                                                     | Corea del Nord                                                            | Mondiali 2010 - 1º turno                                                  | -                                                                         |                                                                           |
| 25-6-2010                                                                 | Durban                                                                    | Portogallo                                                                | 0 – 0                                                                     | Brasile                                                                   | Mondiali 2010 - 1º turno                                                  | -                                                                         | 64’                                                                       |
| 29-6-2010                                                                 | Città del Capo                                                            | Spagna                                                                    | 1 – 0                                                                     | Portogallo                                                                | Mondiali 2010 - Ottavi di finale                                          | -                                                                         | 72’                                                                       |
| Totale                                                                    |                                                                           | Presenze                                                                  | 12                                                                        |                                                                           | Reti                                                                      | 0                                                                         |                                                                           |

## Palmarès

### Club

#### Competizioni nazionali
- Supercoppa di Portogallo: 1

Porto: 2003
- Campionato portoghese: 1

Porto: 2003-2004
- Coppa d'Inghilterra: 1

Portsmouth: 2007-2008
- Campionato scozzese: 1

Rangers: 2008-2009
- Coppa di Scozia: 1

Rangers: 2008-2009

#### Competizioni internazionali
- UEFA Champions League: 1 
Porto: 2003-2004